# Viðarlundin á Abbreyt

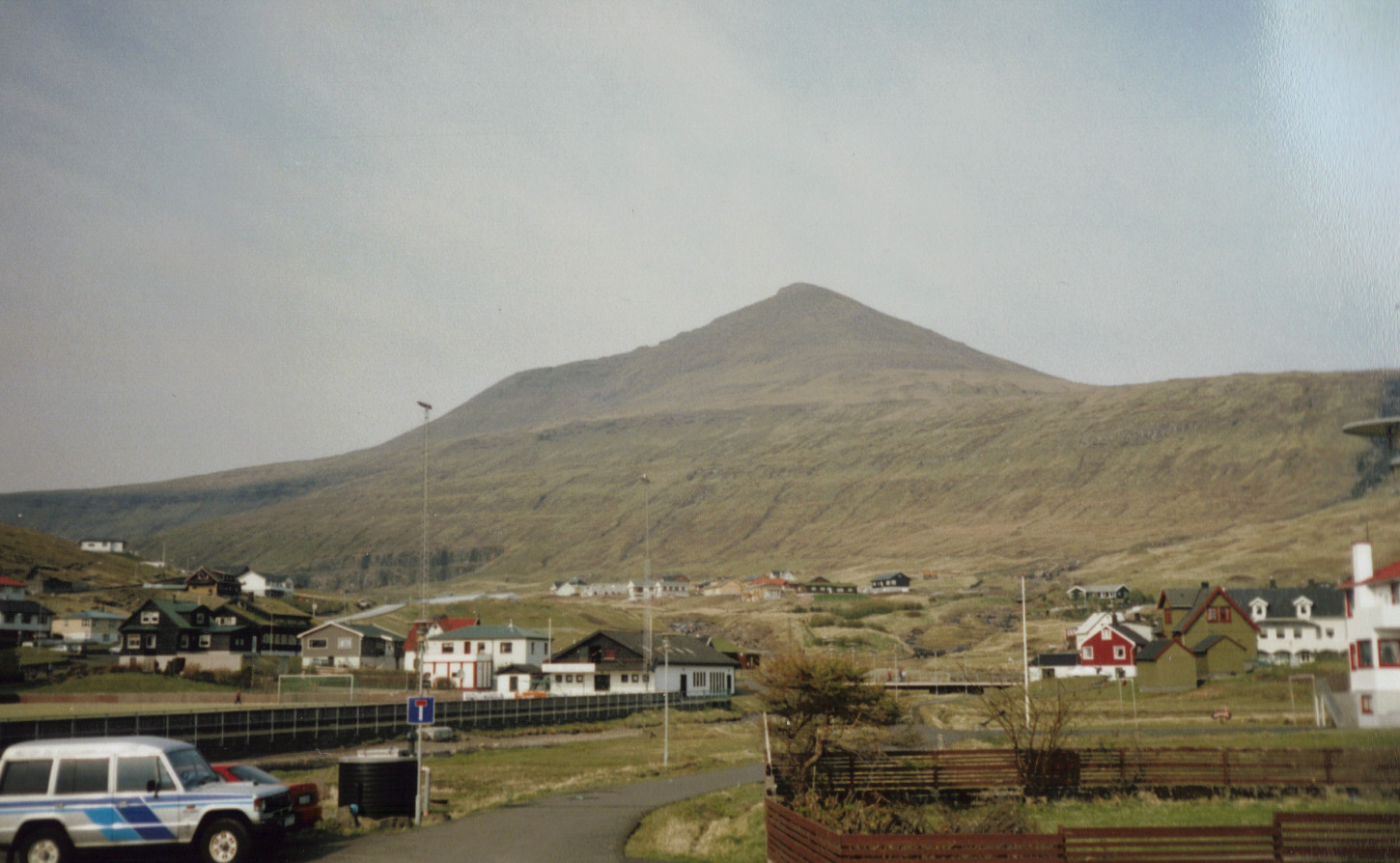
Blick zum Park und zum Malinstindur (683 m)

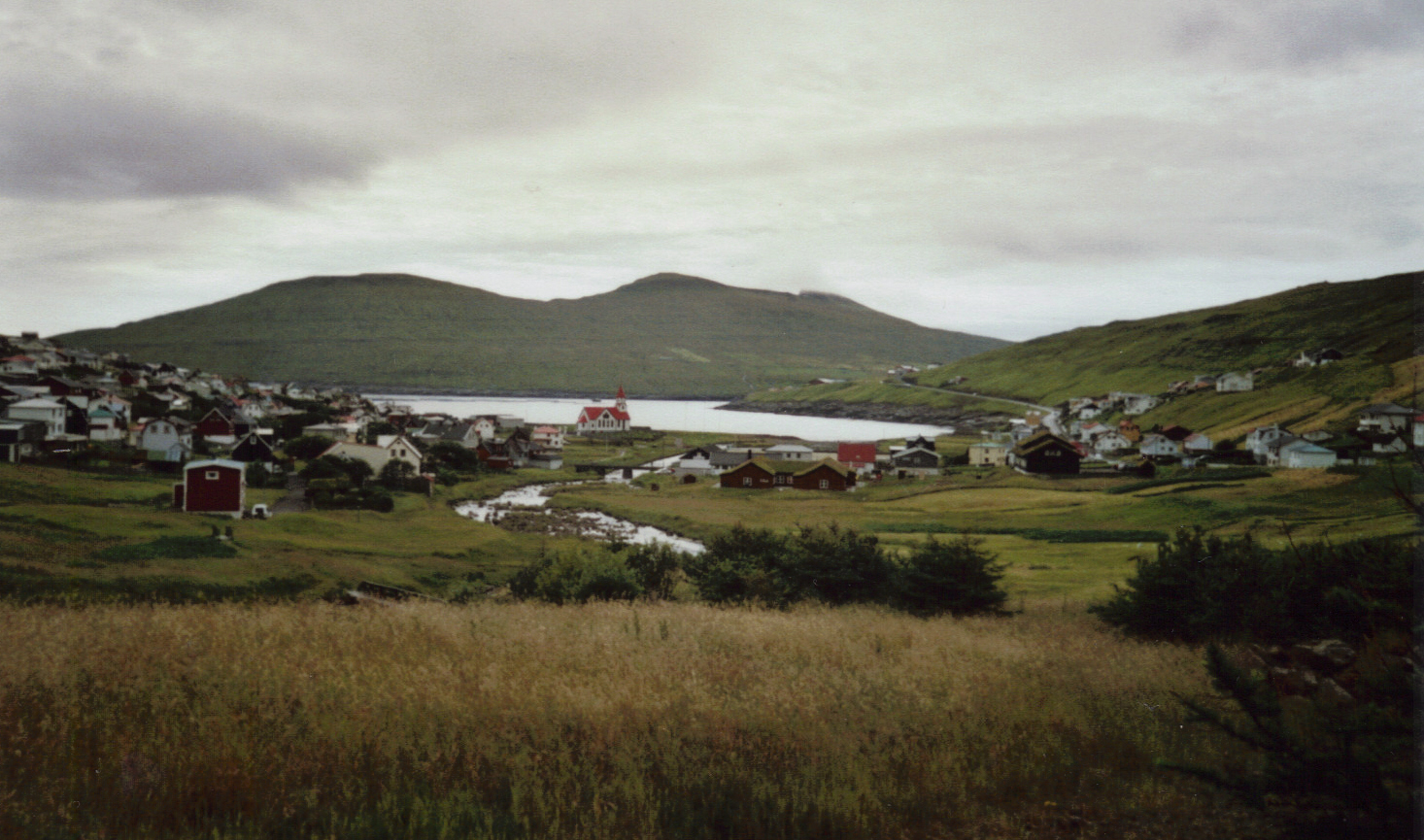
Blick vom Park zum Dorf

Viðarlundin á Abbreyt ist ein Park im Dorf Sandavágur auf der färöischen Insel Vágar. Er besteht hauptsächlich aus Erlen, Fichten, Eschen und Birken und befindet sich im Nordosten des Ortes am Fuße des 683 m hohen Berges Malinstindur. Das färöische Wort viðarlund bedeutet wörtlich „Gehölz“ und bezeichnet eine Parkanlage oder einen Wald auf den Färöern, von deren Fläche nur 0,06 % bewaldet sind.
Die Gemeinde Sandavágur wandte sich gegen Ende der 1980er Jahre an die Forstbehörde (Skógfriðingarnevndin) der Färöer mit der Bitte, auf dem „Á Abbreyt“ genannten Gelände einen Park anzulegen. Diesem Wunsch wurde am 13. Dezember 1988 entsprochen, so dass mit der Bepflanzung begonnen werden konnte. Der Park ist damit einer der jüngsten Parks bzw. Wälder der Färöer.
Der Park Viðarlundin á Abbreyt ist im Besitz der Gemeinde Sandavágur (Sandavágs kommuna) und befindet sich in einer Höhe von 20 m. ü. d. M. auf dem Gelände von Flur 150a. Er bedeckt insgesamt eine Fläche von 7.340 m² und ist damit einer der kleinsten Parks bzw. Wälder der Färöer. Hauptsächlich wurden Japanische Lärchen (Larix kaempferi), Fichten (Pinus contorta), Birken (Betula pubescens), Ahorn (Acer pseudoplatanus) und Weiden angepflanzt. Auch Fuchsien (Fuchsia magellanica) und Rosen (Rosa rugosa) blühen im Wald.
Die Färöer sind mit ihrem feuchten kühlen Klima für das Gedeihen von Bäumen denkbar ungeeignet, denn die Bodenkrume ist relativ dünn und bietet Baumwurzeln wenig Halt. Nicht selten weht starker Wind, der Bäume entwurzeln kann, und es kommt vor, dass die Bäume in einem milden Januar oder Februar ausschlagen und im Frühjahr durch plötzlich einbrechenden Frost überrascht werden.
Der Viðarlundin á Abbreyt ist – neben der Kirche von 1917, in der ein Sandavágsstein genannter Runenstein aus der Zeit der Wikinger aufbewahrt wird, und dem Denkmal des in Sandavágur geborenen Politikers und Wissenschaftlers V. U. Hammershaimb – die dritte bedeutende Sehenswürdigkeit der Gemeinde Sandavágur, da sich hier zeigt, dass auf den Färöern durchaus ein Wald bzw. eine Parkanlage existieren kann. Wie alle Wälder bzw. Parkanlagen der Färöer außerhalb der Hauptstadt Tórshavn ist auch der Viðarlundin á Abbreyt eingezäunt. Er hat zwei Eingänge und wird von einem befestigten Spazierweg mit Ruhebänken durchzogen. Der Park dehnt sich auf einem leicht ansteigenden Gelände am Fuß des Berges Malinstindur (683 m) aus und bietet einen schönen Blick über das Dorf Sandavágur an der gleichnamigen Bucht. Vom Ortskern aus erreicht man den Park über eine hölzerne Fußgängerbrücke über einen Bach.